# Павичичи
Павичичи (словен. Pavičiči) су насељено место у општини Чрномељ, регија Југоисточна Словенија, Словенија.

## Историја
До територијалне реорганизације у Словенији били су у саставу старе општине Чрномељ. Павичичи као самостално насеље постоје од 2007. године. Настала је издвајањем дела из насеља Застава.

## Становништво
У попису становништва из 2011. године, Павичичи су имали 20 становника.
| Број становника према пописима |
| ------------------------------ |
| 2011                           |
| 20                             |

Напомена: Године 2007. настала издвајањем дела из насеља Застава.